# Талдыапан (Казталовский район)
Талдыапан (каз. Талдыапан) — село в Казталовском районе Западно-Казахстанской области Казахстана. Административный центр Талдыапанского сельского округа. Код КАТО — 274859100.

## Население
В 1999 году население села составляло 1172 человека (588 мужчин и 584 женщины). По данным переписи 2009 года, в селе проживало 830 человек (421 мужчина и 409 женщин).